# Viktor Gasthofer
Viktor Gasthofer (russisch Виктор Викторович Гастгофер/Wiktor Wiktorowitsch Gasthofer; * 25. Januar 1957) ist ein deutscher Schachspieler.

## Leben
Gasthofer wurde an einer Jugendschule in Orsk schachlich ausgebildet. Als einer der stärksten Spieler der Stadt gehörte er zur Auswahl der Oblast Orenburg. Im Jahre 1981 wurde er beim Schachfestival in Klaipėda Zweiter, punktgleich mit dem Erstplatzierten Antanas Zapolskis. Im nächsten Jahr gewann er das Brjanski Les-Turnier mit DJuSSch (Orsk). Im Jahre 1983 nahm er als Meisteranwärter an der VIII. Spartakiade der Völker der RSFSR in Krasnodar teil. In der letzten Runde remisierte er eine Partie mit dem Sieger Juri Rasuwajew und teilte in Einzelwertung den vierten Platz mit Semjon Dwoiris und Lew Polugajewski. Ebenfalls geteilter Vierter wurde er im Nebenturnier beim Moskowskaja Ossen-Festival 1991.  
Mitte der 1990er Jahre wanderte Gasthofer nach Deutschland aus. Im Jahre 1997 wechselte er vom Russischen Schachverband zum Deutschen Schachbund. 1998 verlieh ihm die FIDE den Titel eines Internationalen Meisters. Die Normen hierfür erspielte er sich in den Caissa-Turnieren 1995 und 1998 in Kecskemét. Beim Apolda-Open 2002 wurde er Vierter, punktgleich mit dem Gewinner Thomas Pähtz und zwei weiteren Spielern. In der gut besetzten VI. Offenen Internationalen Bayerischen Meisterschaft 2002 in Bad Wiessee kam er mit 6,5 Punkten aus 9 auf Platz 37. Im Jahre 2003 belegte er mit demselben Ergebnis den Platz 29. Im folgenden Jahr teilte er den zweiten Platz mit Srdjan Panzalovic beim Astoria-Open in Walldorf. Beim Zürcher Weihnachtsopen 2008 wurde er mit 5 Punkten aus 7 Zehnter. Seine höchste Elo-Zahl betrug 2405 im Juli 1998.
Mannschaftsschach spielte Gasthofer für den SV Hermannia Kassel und SF Bad Mergentheim, vorher hatte er Einsätze in den sowjetischen und russischen Meisterschaften. Als Trainer im Nachwuchsbereich war er sowohl in der Orsker Schachschule wie auch auf Vereinsebene in Deutschland tätig. Sein Sohn Alexander Gasthofer (* 1985) ist Internationaler Meister im Schach seit 2004.